# Tim Buckley
Timothy Charles Buckley III (14. února 1947 Washington, D.C., USA – 29. června 1975 Santa Monica, Kalifornie, USA) byl americký kytarista a zpěvák. Svůj poslední koncert odehrál v Dallasu ve státě Texas. Tim Buckley zemřel ve 28 letech, jeho syn Jeff Buckley zemřel ve 30 letech.

## Diskografie
Studiová alba
- Tim Buckley (1966)
- Goodbye and Hello (1967)[2]
- Happy Sad (1969)
- Blue Afternoon (1969)
- Lorca (1970)
- Starsailor (1970)
- Greetings from L.A. (1972)
- Sefronia (1973)
- Look at the Fool (1974)